# Ordo Ad Chao
Ordo Ad Chao ist das vierte Studioalbum der norwegischen Extreme-Metal-Gruppe Mayhem. Der in falschem Latein gehaltene Titel bedeutet „von Ordnung zu Chaos“, eine Umkehrung des Wahlspruchs der Freimaurer, „ordo ab chao“. Das Album wurde am 23. April 2007 veröffentlicht.

## Entstehung
Nach dem Ausscheiden von Maniac (Sven Erik Kristiansen) wurde Attila Csihar erneut als Sänger engagiert, nachdem er bereits 1994 den Gesang auf dem Album De Mysteriis Dom Sathanas übernommen hatte. Gleichzeitig ist es das Letzte mit Gitarrist Blasphemer (Rune Eriksen). Ein erwähnenswerter Aspekt ist weiterhin, dass Necrobutcher (Jørn Stubberud) auf diesem Album nicht die Bassgitarre spielte, obwohl er im Booklet als Bassist auftritt. Der Bass wird stattdessen ebenfalls von Blasphemer gespielt.
Da Attila Csihar auch für die Texte verantwortlich zeichnete, gab es einen thematischen Wechsel von den früheren Anliegen der Band, welche sich besonders auf morbide und satanische Themen bezogen. Nun gehen die Texte vorwiegend auf psychische Kräfte und das Themengebiet der Anunnaki ein.

## Musikstil
Ordo Ad Chao enthält vorwiegend schnell gespielten Extreme Metal, jedoch mit einer hohen Tempovariabilität.

„[E]in einziger Wust aus undefinierbaren Riffs, undurchdringlicher Dunkelheit und unterschwelliger Gewalt. Keine Wiedererkennbarkeit, kein einheitliches Tempo, keine Gnade mit den auf sich wiederholende Muster getrimmten Hirnwindungen. Nur Dreck, Rotz und Blut, das Schlimmste, was 25 Jahre Black Metal aufzubieten haben.“

Im Gegensatz zu den letzten Veröffentlichungen wurde bewusst von geringer Qualität produziert. Es wurde mit viel Hall gearbeitet, dadurch wirken die Gitarren verwaschen, bei einigen Stücken wird der Eindruck erweckt, es würden ganze Riffings verschwinden. Das Schlagzeug ist klar und deutlich herauszuhören, zwar dumpf, aber mit perfekt gesetzten Blastbeats und Breaks. Neben Attila Csihars Gesang ist es das einzige Element, welches nie in der basslastigen Produktion unterzugehen scheint.

## Versionen
Neben der Standard-LP und -CD ist existiert eine rote CD im Schmucketui. Eine weitere Version, limitiert auf 13 Stück, ist auf eine 24-karätige Gold-CD gepresst. Zusätzlich wurden zwei Gatefold-LP veröffentlicht, eine in orange (auf 1000 Stück limitiert), die andere in marmor (500 Stück). Außerdem gibt es eine Vinyl-Version von Dark Side Records unter der Lizenz von Season of Mist. Dieser limitierten Auflage von 1000 handnummerierten Exemplaren in Klarsichthülle liegen ein A2-Poster und ein Textbogen bei.

## Titelliste
Alle Texte stammen von Attila Csihar, die Musik wurde von Blasphemer komponiert.
1. A Wise Birthgiver – 3:30
2. Wall of Water – 4:40
3. Great Work of Ages – 3:52
4. Deconsecrate – 4:07
5. Illuminate Eliminate – 9:40
6. Psychic Horns – 6:32
7. Key to the Storms – 3:52
8. Anti – 4:33

## Rezeption
Nach einigen Rezensionen ist Ordo Ad Chao allen anderen Alben der Band überlegen, einschließlich De Mysteriis Dom Sathanas. Es erreichte Platz 12 der norwegischen Charts und erhielt den Spellemannprisen in der Kategorie The Best Metal Album.